# Lijst van beelden in Antwerpen
Dit is een chronologische lijst van beelden in Antwerpen. Onder een beeld wordt hier verstaan elk driedimensionaal kunstwerk in de openbare ruimte van de Belgische gemeente Antwerpen, waarbij beeld wordt gebruikt als verzamelbegrip voor sculpturen, standbeelden, installaties en overige beeldhouwwerken.
| Geplaatst | Omschrijving               | Kunstenaar              | Straat                                              | Plaats                             | Materiaal            | Afbeelding                         |
| --------- | -------------------------- | ----------------------- | --------------------------------------------------- | ---------------------------------- | -------------------- | ---------------------------------- |
| ?         | Semini                     | onbekend                | Steen                                               | Antwerpen                          | natuursteen          |                                    |
| 1843      | Peter Paul Rubens          | Willem Geefs            | Groenplaats                                         | Antwerpen                          | brons                |                                    |
| 1856      | Antoon van Dyck            | Léonard De Cuyper       | Meir-Leysstraat-Jezusstraat                         | Antwerpen                          | natuursteen          |                                    |
| 1861/1869 | Peeter van Coudenberghe    | Pierre-Joseph De Cuyper | Plantentuin ("Den Botaniek"), Leopoldstraat         | Antwerpen                          | (Frans) natuursteen  |                                    |
| 1864      | Theodoor Van Rijswijck     | Léonard De Cuyper       | Stadspark                                           | Antwerpen                          |                      |                                    |
| 1881      | Quinten Matsijs            | Jacques De Braekeleer   | Stadspark (1881-1934) Baron Dhanislaan (1934-heden) | Antwerpen                          | marmer               |                                    |
| 1883      | Hendrik Conscience         | Frans Joris             | Hendrik Conscienceplein                             | Antwerpen                          | brons                |                                    |
| 1887      | Brabofontein               | Jef Lambeaux            | Grote Markt                                         | Antwerpen                          | brons                |                                    |
| 1892      | Monument Jan Van Beers     | Alfred Crick            | Rubenslei                                           | Antwerpen                          | natuursteen en brons |                                    |
| 1893      | De Buildrager of Dokwerker | Constantin Meunier      | Grote Markt                                         | Antwerpen                          | brons                |                                    |
| 1898      | Charles Darwin             | Jef Lambeaux            | Zoo Antwerpen                                       | Antwerpen                          | brons                | Monument Charles Darwin, Antwerpen |
| 1906      | Lodewijk van Berken        | Frans Joris             | Leysstraat/Jezusstraat                              | Antwerpen                          | brons                |                                    |
| 1913      | Gedenkteken Baron Dhanis   | Frans Joris             | Amerikalei                                          | Antwerpen                          | brons                |                                    |
| 1963      | Lange Wapper               | Albert Poels            |                                                     | Antwerpen                          | brons                |                                    |
| 1976      | Den Deugniet               | Luc Verlee              | Korte Gasthuisstraat                                | Antwerpen                          | brons                |                                    |
| 1999      | Koning Boudewijn           | Wilfried Pas            | Frederik van Eedenplein                             | Antwerpen                          | brons                |                                    |
| 2016      | Nello en Patrasche         | Batist Vermeulen        | Handschoenmarkt                                     | Antwerpen                          | natuursteen          |                                    |
| ?         | Sint-Joris                 | Jef Lambeaux            | Grote Markt                                         | Antwerpen                          | brons                |                                    |
| ?         | Brabo                      | onbekend                | Cogels-Osylei                                       | Zurenborg                          | brons                |                                    |
| 2006      | Touch the clouds           | Luk van Soom            | Venusstraat                                         | Stadscampus Universiteit Antwerpen | brons                |                                    |
| 2022      | The Long Hand              | Sammy Baloji            | Scheldekaaien                                       | Antwerpen                          | brons                |                                    |